# Szentirmay Éva
Szentirmay Éva, névvariáns: Szentirmai Éva (Szombathely, 1927. október 18. –) Jászai Mari-díjas magyar színésznő.

## Életpályája
1948-ban szerzett színészi diplomát a Országos Magyar Színművészeti Akadémián. Pályáját 1949-ben a debreceni Csokonai Színházban kezdte.1950 és 1953 között Budapesten, az Ifjúsági Színházban, 1953-tól 1955-ig a győri Kisfaludy Színházban  játszott. 1955-től a Szegedi Nemzeti Színház, 1957-től a Miskolci Nemzeti Színház művésze volt. 1960-tól, nyugdíjba vonulásáig a Békés Megyei Jókai Színház népszerű színésznője volt. 1971-ben Jászai Mari-díjat kapott.

## Magánélete
Férje, az 1994-ben elhunyt Horváth Jenő színművész, rendező, forgatókönyvíró. Három gyermekük született: Horváth Péter, Horváth András és Horváth Emese.

## Fontosabb színházi szerepei
- William Shakespeare: Vízkereszt, vagy amit akartok... Viola
- Anton Pavlovics Csehov: Három nővér... Mása
- Pavel Kohout: Ilyen nagy szerelem... Lida
- Molnár Ferenc: Olympia... Olympia
- Móricz Zsigmond: Úri muri... Rozika
- Kodolányi János: Földindulás... Juli
- George Bernard Shaw: Warrenné mestersége... Vivie
- George Bernard Shaw: Szerelmi házasság... Blanche
- George Bernard Shaw: Az ördög cimborája... Dudgeonné
- Heltai Jenő: A néma levente... Beatrix
- Vörösmarty Mihály: Csongor és Tünde... Mirigy
- Spiró György: Csirkefej... Vénasszony
- Efrájim Kishon: A házasságlevél... Jaffa
- Jókai Mór: A kőszívű ember fiai... Baradlay Kázmérné
- Nyirő József: Jézusfaragó ember... Amália
- Bornemisza Péter: Magyar Elektra... Klütaimnésztra
- Békés Pál: Pincejáték... Hermin néni
- Peter Shaffer: Black Comedy... Miss Furnivel

## Díjai, elismerései
- Jászai Mari-díj (1971)

## Filmek, televízió
- Ütközet békében (1952)...Marika
- Semmelweis (1952)
- Állami Áruház (1953)
- Sztyepancsikovo falu és lakói (1986)
- Senkiföldje (1993)